# Sebastian Chmara
Sebastian Michał Chmara (* 21. listopadu 1971, Bydhošť) je bývalý atletický vícebojař z Polska. Stále drží polské národní rekordy v desetiboji (8566 bodů, 1998) i halovém sedmiboji (6415 bodů, 1998). Jeho největšími úspěchy jsou zlaté medaile z halových šampionátů - světového v Maebaši (1999) a evropského ve Valencii (1998). Jeho o sedm let starší bratranec Mirosław Chmara byl úspěšným tyčkařem a držitelem polského národního rekordu ve skoku o tyči (590 cm) po dobu 23 let.

## Osobní rekordy
- Halový sedmiboj 6415 b. (1998, NR)
- Desetiboj 8566 b. (1998, NR)